# Sadóvoie (Kurgan)
Sadóvoie — Садовое (rus) — és un poble de l'óblast de Kurgan, a Rússia, que el 2011 tenia 2.240 habitants. Pertany al districte de Ketovo.